# Amphoe Na Bon
Amphoe Na Bon (thailändisch อำเภอ นาบอน) ist ein Landkreis (Amphoe – Verwaltungs-Distrikt) in der Provinz Nakhon Si Thammarat. Die Provinz Nakhon Si Thammarat liegt in der Südregion von Thailand, etwa 780 km südlich von Bangkok an der Ostküste der Malaiischen Halbinsel zum Golf von Thailand.

## Geographie
Die Provinz Nakhon Si Thammarat liegt etwa 780 Kilometer südlich von Bangkok an der Ostküste der Malaiischen Halbinsel zum Golf von Thailand.
Benachbarte Bezirke (von Norden im Uhrzeigersinn): die Amphoe Chawang, Chang Klang, Thung Song und Thung Yai. Alle Amphoe liegen in der Provinz Nakhon Si Thammarat.
Der Nationalpark Namtok Yong liegt an der Grenze zum Landkreis Thung Song. Er schützt die bewaldeten Hügel der Nakhon-Si-Thammarat-Bergkette mit zahlreichen kleinen und größeren Wasserfällen.

## Geschichte
Na Bon wurde am 9. Juni 1975 zunächst als Unterbezirk (King Amphoe) eingerichtet, indem die beiden Tambon Na Bon und Thung Song vom Amphoe Thung Song abgetrennt wurden. 
Am 13. Juli 1981 wurde Na Bon zum Amphoe heraufgestuft.

## Symbole
Der Wahlspruch des Kreises lautet etwa: Khlong Chang Wasserfall, Gummi guter Qualität und fruchtbares Land. Nimm am Pit-Krit-Festival teil. (Thai: น้ำตกคลองจัง ยางตังพันธุ์ดี พื้นที่อุดม ชมงานปิดกรีด)

## Sehenswürdigkeiten
Im Amphoe Na Bon liegt ein Nationalpark:
- Nationalpark Namtok Yong (อุทยานแห่งชาติน้ำตกโยง) mit etwa zwölf Wasserfällen und spektakulären Aussichtspunkten, wie zum Beispiel der 1350 Meter hohe Yod Khao Men (ยอดเขาเหมน)

## Verwaltung

### Provinzverwaltung
Amphoe Na Bon ist in drei Gemeinden (Tambon) eingeteilt, welche wiederum in 34 Dörfer (Muban) unterteilt sind.
| \| Nr. \| Name \| Thai \| Muban \| Einw.[3] \| \| --- \| ---------- \| ------ \| ----- \| -------- \| \| 1. \| Na Bon \| นาบอน \| 14 \| 11.660 \| \| 2. \| Thung Song \| ทุ่งสง \| 10 \| 08.198 \| \| 3. \| Kaeo Saen \| แก้วแสน \| 10 \| 07.039 \| |            |        |       |        |
| Nr. | Name       | Thai   | Muban | Einw.  |
| 1. | Na Bon     | นาบอน  | 14    | 11.660 |
| 2. | Thung Song | ทุ่งสง   | 10    | 08.198 |
| 3. | Kaeo Saen  | แก้วแสน | 10    | 07.039 |

### Lokalverwaltung
Na Bon (เทศบาลตำบลนาบอน) ist eine Kleinstadt (Thesaban Tambon) im Landkreis, sie besteht aus Teilen des Tambon Na Bon.
Außerdem gibt es drei „Tambon-Verwaltungsorganisationen“ (TAO, องค์การบริหารส่วนตำบล) für die Tambon oder die Teile von Tambon im Landkreis, die zu keiner Stadt gehören.